# Río Neiva (Portugal)
El río Neiva es un río del noroeste de la península ibérica que discurre por los distritos de Viana do Castelo y Braga, en Portugal. 

## Curso
El Neiva nace en la sierra de Oural, en la parroquia de Godinhaços, en el municipio de Vila Verde, y discurre entre Castelo do Neiva (parroquia situada en la margen derecha), 8 km al sur de Viana do Castelo, y Antas (situada en la margen izquierda). La cuenca del río Neiva se ubica entre las de los ríos Limia y Cávado.
Su curso atraviesa los términos de los municipios de Vila Verde, Ponte de Lima, Barcelos, Esposende y Viana do Castelo.

## Afluentes
Los afluentes más importantes son, en la margen derecha, el río Nevoinho, que nace en Fojo-Lobal, pasando por las tierras de Cabaços, Piães, Navió y Poiares, en el municipio de Ponte de Lima y un subafluente, el Pombarinhos, que nace en Gormande, en el mismo municipio, y pasa por las tierras de Cabaços, Friastelas, Freixo y Poiares y tiene su confluencia junto al río Neiva en Lugar de Entre-rios.
En el margen izquierdo hay dos importantes afluentes que provienen de la ladera del cerro São Gonçalo y desembocan en el río Neiva, en la parroquia de Fragoso. Uno de los dos afluentes de la margen izquierda se llama río de Pias que nace en Fragoso pasando por tierras como Palme, Aldreu y Forjães, desembocando en la extremidad de Fragoso. El otro afluente se llama São Vicente y discurre por la parroquia de Fragoso. 
Los restantes afluentes son arroyos que siempre se secan en verano.